# Brontosaurus (dinosaurus)
Brontosaurus (z řec. βροντή, brontē = hrom + σαυρος, sauros = ještěr: „hřmotný ještěr“ či „hromový ještěr“) byl rod velkého sauropodního dinosaura z čeledi Diplodocidae. Žil v období svrchní jury, asi před 155 až 152 miliony let na území západu Severní Ameriky.

## Historie
Rod Brontosaurus byl formálně (vědecky) popsán roku 1879 americkým paleontologem Othnielem C. Marshem na základě fosilií, objevených předtím v kraji Albany na území Wyomingu (později například i proslulá paleontologická lokalita Bone Cabin Quarry ve stejné oblasti). V současnosti stále patří tento rod k nejpopulárnějším dinosaurům, ačkoliv jeho historie je značně spletitá. Brontosauři, ani jiní dinosauři však neměli dva mozky, jak se Marsh mylně domníval.
Rodové jméno Brontosaurus („hřmotný ještěr“) bylo Marshem stanoveno roku 1879, ale od roku 1903 do roku 2015 bylo považováno za mladší synonymum, a tedy vědecky neplatné jméno. V roce 1903 si totiž paleontolog Elmer Riggs všiml, že rod Brontosaurus má nápadně mnoho anatomických znaků společných s rodem Apatosaurus a zástupce obou rodů sloučil do rodu jediného, kterému připadlo jméno Apatosaurus, jelikož dle pravidel vědeckého názvosloví má přednost dříve publikované jméno. Veřejnost však tuto taxonomickou změnu ve velkém nepřijala a neplatným jménem Brontosaurus byl často označován nejen celý rod, ale například také sauropodní dinosauři vůbec (tedy jako „brontosauři“).
V roce 2015 však trojice paleontologů z USA a Portugalska Emanuel Tschopp, Octávio Mateus a Roger Benson provedla detailní výzkum anatomických znaků mnoha sauropodů a výsledkem jejich analýzy mimo jiné bylo, že Brontosaurus je skutečně odlišný a samostatný rod sauropodního dinosaura. Tento rod byl zástupcem velmi bohaté a druhově rozmanité sauropodí fauny v ekosystémech geologického souvrství Morrison (ekosystémy na západě Severní Ameriky v období pozdní jury, zhruba před 156 až 146 miliony let).
Dnes rozlišujeme až tři potenciálně validní (platné) druhy rodu Brontosaurus, a to B. excelsus, B. parvus a B. yahnahpin. Není ale jisté, zda se ve všech případech jedná o vědecky platné taxony.

## Rozměry
Průměrně velké exempláře druhu B. excelsus dorůstaly délky kolem 22 metrů a hmotnosti přes 15 tun. Existují však objevy izolovaných obřích obratlů příbuzných apatosaurů o více než metrové výšce, které nasvědčují existenci ještě podstatně větších jedinců apatosaurů i brontosaurů. Je možné, že žili i brontosauři s délkou kolem 30 metrů a hmotností nad 40 tun, dokázat to ale mohou jen případné další objevy. O něco větším, velmi blízce příbuzným druhem sauropoda byl Supersaurus vivianae, žijící ve stejné době a ve stejných ekosystémech.

## Paleobiologie
Brontosauři byli pevně stavění sauropodi, nicméně nebyli tak dlouzí, jako Diplodocus, se kterým patří do stejné čeledi Diplodocidae. Jeho tělo bylo neseno čtyřmi sloupovitými končetinami, na každé z nich měl pět prstů a palce na předních nohou byly opatřeny drápem. Jeho ocas byl bičovitý, tvořen 82 obratli, spojenými mezi sebou klouby, zatímco diplodokův měl „jen“ 73 obratlů. Někteří paleontologové se domnívají, že mohl sloužit k obraně, jiní jsou přesvědčeni, že sauropodi s jeho pomocí jakýmsi způsobem komunikovali. Ani jednu teorii však nelze experimentálně potvrdit. Bičovité zakončení ocasu bylo nicméně potenciálně dobře využitelnou zbraní. Provedené výpočty ukázaly, že brontosauři mohli při švihnutí ocasem překonat jeho špičkou nadzvukovou rychlost a vyvolat zvuk o síle přes 200 decibelů. Konce ocasů apatosaurinních dinosaurů (tedy v případě rodů Apatosaurus, Brontosaurus a Amphicoelias) se podle této hypotézy mohly při rychlém švihnutí pohybovat na krátkou chvíli nadzvukovou rychlostí (vytvořily aerodynamický třesk podobný prásknutí bičem). Tímto způsobem se mohli dorozumívat a také odhánět útočící dravé dinosaury. V roce 2022 byla ale publikována další odborná práce, využívající podstatně dokonalejšího počítačového modelu, který doložil, že ve skutečnosti se konec ocasu těchto sauropodů pohyboval nanejvýš rychlostí kolem 33 m/s (zhruba 120 km/h). Přesto mohly ocasy těchto sauropodů sloužit k vnitrodruhové komunikaci, vzájemným soubojům i obraně před teropodními dinosaury.
Zejména krční obratle těchto dinosaurů byly velmi masivní a propůjčovaly krkům těchto sauropodů trojúhelníkový průřez. Na základě studia průřezu dlouhých kostí bylo zjištěno, že brontosauři rostli velmi rychle a plné velikosti (asi 23 metrů délky a 30 tun hmotnosti) dosahovali možná již ve věku kolem 10 až 12 let. Byl objeven malý jedinec apatosaurinního sauropoda, který byl zřejmě mládětem druhu B. parvus (CM 566).
Po dlouhou dobu se paleontologové domnívali, že tito dinosauři museli žít ve vodě, která nadnášela jejich extrémně těžká těla. Jak se ale začalo ukazovat od 70. let 20. století, ve skutečnosti se jednalo o plně terestrická (suchozemská) zvířata s mnoha anatomickými adaptacemi právě pro tento způsob života.
Výzkumy dokládají, že také Brontosaurus a Apatosaurus měli pneumatizovaná žebra, tedy že ve svých žebrech měli dutiny vyplněné vzduchem. Tato anatomická adaptace byla zřejmě důležitá pro funkčnost jejich respiračního systému (dýchání).

## Otázka živorodosti
Paleontolog Robert T. Bakker a někteří další vědci přišli s myšlenkou, že apatosauři a brontosauři možná rodili živá mláďata větších rozměrů (asi 230 kg) a nekladli tedy vejce. Tyto myšlenky však byly již prakticky beze zbytku vyvráceny četnými paleontologickými nálezy.